# Невдахин, Александр Васильевич
Александр Васильевич Невдахин (1 февраля 1925, хутор Трухачёв (по другим данным село Донское), ныне Труновского района Ставропольского края — 19 февраля 1945, Приттаг, Нижняя Силезия, Германия) — гвардии красноармеец, Герой Советского Союза (1945 — посмертно).

## Биография
Родился в семье крестьянина, окончил 4 класса, работал конюхом в колхозе.
В январе 1943 призван в Красную Армию, с февраля 1943 — в действующей армии. На Юго-Западном фронте участвовал в боях на реке Северский Донец. С сентября 1943 года в составе Центрального (с октября — Белорусского) фронта участвовал в Черниговско-Припятской, Гомельско-Речицкой и Калинковичско-Мозырьской операциях. В марте-апреле 1944 в ходе Припятской операции 2-го Белорусского фронта участвовал в боях по уничтожению ковельской группировки противника. С июня 1944 года — на 1-м Белорусском фронте — пулемётчик 52-го гвардейского ордена Ленина Краснознамённого орденов Суворова и Кутузова кавалерийского полка (14-я гвардейская Мозырская Краснознамённая ордена Суворова кавалерийская дивизия, 7-й гвардейский Бранденбургский ордена Ленина Краснознаменный ордена Суворова кавалерийский корпус, 1-й Белорусский фронт). Освобождал Белоруссию и Польшу, форсировал Припять, Западный Буг, Вислу.
Особо отличился при форсировании Одера. 30 января 1945 одним из первых под огнём противника преодолел реку Одер у населённого пункта Приттаг (Пшиток, Польша), занял выгодную позицию и участвовал в бою по захвату плацдарма. Пытаясь вернуть утраченные позиции, противник предпринял четыре контратаки, в ходе отражения которых Невдахин истребил около 150 солдат противника. Будучи тяжело раненным, оставшись один у пулемёта, продолжал вести огонь до подхода основных сил полка. От полученных ранений 19 февраля 1945 года скончался в госпитале. Похоронен в городе Дембно Западно-Поморского воеводства Польши.
Указом Президиума Верховного Совета СССР от 27 февраля 1945 года за мужество, отвагу и героизм, проявленные в борьбе с немецко-фашистскими захватчиками, гвардии красноармейцу Невдахину Александру Васильевичу присвоено звание Героя Советского Союза посмертно.

## Награды
- Медаль «Золотая Звезда» Героя Советского Союза (1945).
- Орден Ленина (1945).
- Орден Красной Звезды.

## Память
- Хутор, где он родился, переименован в Невдахин.
- В селе Донское именем Героя названа улица и установлен бюст.
- Почётный гражданин села Донское.